# Buddha-Bar

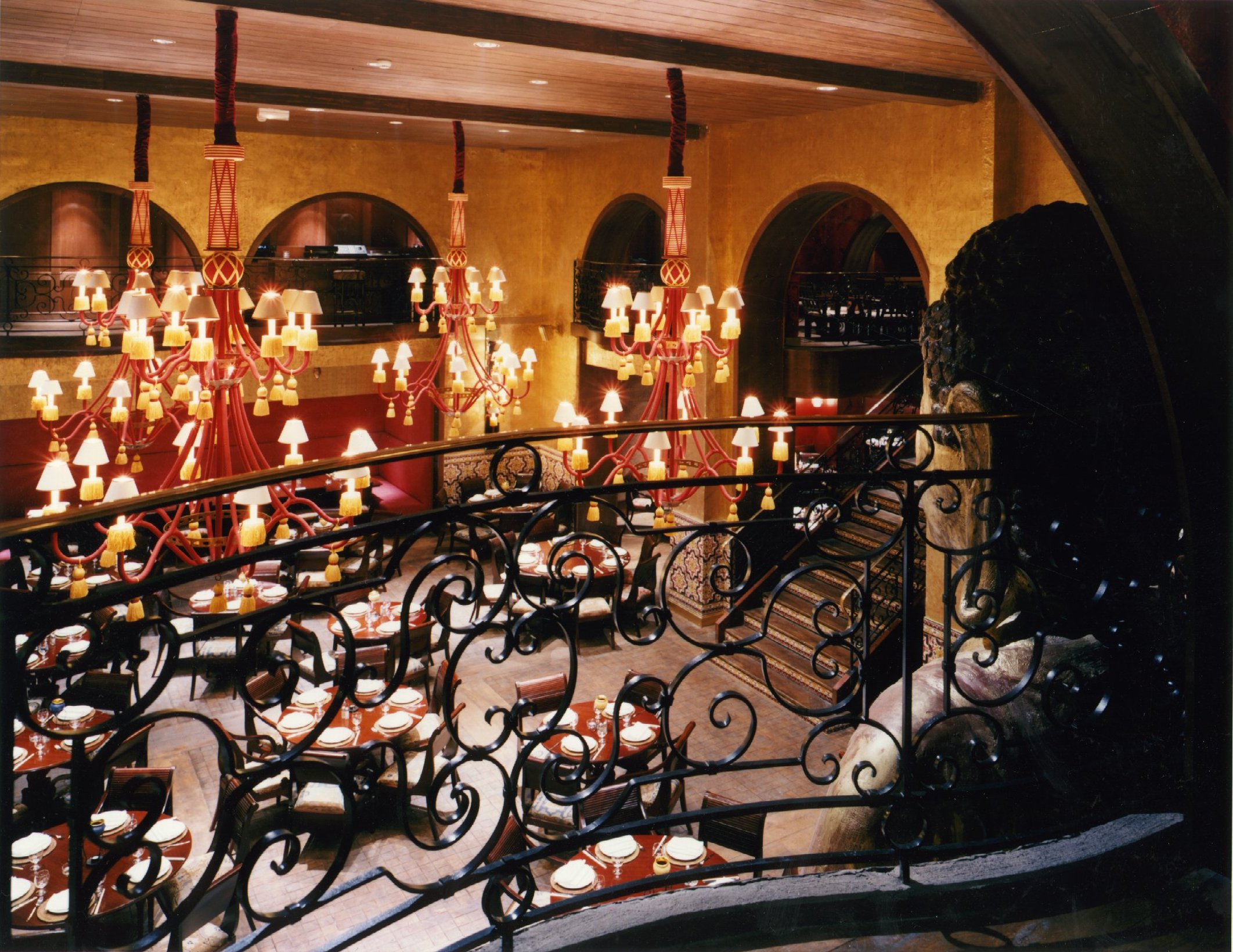
Het interieur van de Buddha-Bar in Parijs

De Buddha-Bar is een bar-restaurant in Parijs dat zich karakteriseert door de oosterse sfeer die er heerst met het grote boeddhabeeld, de Aziatische keuken
en de lounge- en wereldmuziek die er wordt gepeeld. De Buddha-Bar werd in 1996 opgericht door Raymond Visan en groeide uit tot een internationale restaurantketen met wereldwijd tal van franchisenemers. Ook kleinere varianten van de Buddha-Bar, Little Buddha genoemd, behoren tot de keten. Sinds de oprichting zijn er ook al weer locaties gesloten. Het concept van de officiële Buddha-Bar wordt ook toegepast op hotels en wellness-inrichtingen. In 2009 werd het eerste gelicentieerde Buddha-Bar-hotel geopend in Praag, het tweede in 2012 in Boedapest en het laatste in 2013 in Parijs. Wellness-inrichtingen bestaan in Boedapest (in het Buddha-Bar-hotel), Dakar, Doha en Dubai.
Er bestaan restaurants en bars die het concept met de boeddhabeelden en de chill-out kopiëren en zich soms zelfs "Buddha Bar" noemen. Ze zijn echter geen officiële filialen van de Buddha-Bar in Parijs.
In maart 2009 waren er in Jakarta protesten van een groep boeddhisten tegen de plaatselijke Buddha-Bar vanwege het gebruik van religieuze symbolen voor amusementsdoeleinden.

## Compilatiealbums
Om de muziek en sfeer van de Buddha-Bar voor iedereen toegankelijk te maken laat de Buddha-Bar door George V Records compilatiealbums onder het merk buddha-bar uitgeven. Een album bestaat altijd uit twee cd's, cd 1 met rustige muziek en cd 2 met party-muziek. De nummers op de cd zijn door dj's gemixt en lopen zonder pauze in elkaar over. Het eerste album kwam in 1999 op de markt. Dit album draagt nog geen nummer omdat er toen nog niet aan een serie werd gedacht. De daaropvolgende albums (vanaf buddha-bar II) zijn genummerd met Romeinse cijfers. Tot nu toe verscheen er ieder jaar, met uitzondering van 2017, een nieuw album. Buddha-bar XIX ontbreekt in de serie.

### Jaarlijkse albums
| 1999: | buddha-bar       | (Claude Challe)          |
| 2000: | buddha-bar II    | (Claude Challe)          |
| 2001: | buddha-bar III   | (Dj Ravin)               |
| 2002: | buddha-bar IV    | (David Visan)            |
| 2003: | buddha-bar V     | (David Visan)            |
| 2004: | buddha-bar VI    | (Dj Ravin)               |
| 2005: | buddha-bar VII   | (Dj Ravin & David Visan) |
| 2006: | buddha-bar VIII  | (Sam Popat)              |
| 2007: | buddha-bar IX    | (Dj Ravin)               |
| 2008: | buddha-bar X     | (Dj Ravin)               |
| 2009: | buddha-bar XI    | (Dj Ravin)               |
| 2010: | buddha-bar XII   | (Dj Ravin)               |
| 2011: | buddha-bar XIII  | (Dj Ravin & David Visan) |
| 2012: | buddha-bar XIV   | (Dj Ravin)               |
| 2013: | buddha-bar XV    | (Dj Ravin)               |
| 2014: | buddha-bar XVI   | (Dj Ravin)               |
| 2015: | buddha-bar XVII  | (Dj Ravin)               |
| 2016: | buddha-bar XVIII | (Dj Ravin & Sam Popat)   |
| 2018: | buddha-bar XX    | (Dj Ravin & Sam Popat)   |
| 2019: | buddha-bar XXI   | (Dj Ravin & Sam Popat)   |
| 2020: | buddha-bar XXII  | (Dj Ravin)               |
| 2021: | buddha-bar XXIII | (Dj Ravin)               |
| 2022: | buddha-bar XXIV  | (Dj Ravin)               |
| 2023: | buddha-bar XXV   | (Dj Ravin)               |
| 2024: | buddha-bar XXVI  | (Dj Ravin)               |

### Andere albums
Deze lijst is onvolledig.
| 2001: | buddha-bar Amnesty International 40th Anniversary (2 cd's) | (Dj Ravin & Frank Nigel)               |
| 2005: | buddha-bar Nature (cd + dvd)                               | (Allain Bougrain Dubourg & Arno Elias) |
| 2006: | buddha-bar Ten Years (2 cd's + dvd)                        |                                        |
| 2008: | buddha-bar Ocean (cd + dvd)                                | (Allain Bougrain Dubourg & Amananska)  |
| 2011: | A Night at Buddha Bar Hotel (box met 12 cd's)              | (Claude Challe)                        |
| 2013: | buddha-bar Best of by Ravin (3 cd's)                       | (Dj Ravin)                             |
| 2016: | buddha-bar Twenty Years (1 cd)                             | (Dj Ravin & Bob Sinclar)               |
| 2017: | buddha-bar Monte-Carlo (2 cd's)                            | (Dj Papa)                              |
| 2018: | buddha-bar The Sounds of Middle East (1 cd)                | (Dj IVY V)                             |